# 3-Hexanol
3-Hexanol ist eine chemische Verbindung aus der Gruppe der sekundären Alkohole. Sie ist eines der 17 Strukturisomere der Hexanole.

## Isomere
Die Verbindung kommt in zwei stereoisomeren Formen vor. Wenn in der wissenschaftlichen Literatur oder in diesem Artikel von „3-Hexanol“ ohne jeden weiteren Zusatz die Rede ist, meint man in der Regel das Racemat, also (RS)-(±)-3-Hexanol, ein 1:1-Gemisch von (R)- und (S)-3-Hexanol.
| Isomere von 3-Hexanol |                       |               |
| Name                  | (S)-3-Hexanol         | (R)-3-Hexanol |
| Strukturformel        |                       |               |
| CAS-Nummer            | 6210-51-1             | 13471-42-6    |
| CAS-Nummer            | 623-37-0 (unspez.)    |               |
| EG-Nummer             | –                     | –             |
| EG-Nummer             | 210-790-0 (unspez.)   |               |
| ECHA-Infocard         | –                     | –             |
| ECHA-Infocard         | 100.009.810 (unspez.) |               |
| PubChem               | 638098                | 6994293       |
| PubChem               | 12178 (unspez.)       |               |
| Wikidata              | Q82123451             |               |
| Wikidata              | Q83763 (unspez.)      |               |

## Vorkommen
3-Hexanol kommt natürlich in verschiedenen Pflanzen, wie Spanischem Pfeffer (Capsicum annuum), der Färberdistel (Carthamus tinctorius), Safran, Lavendel, Papaya, Preiselbeeren, Bananen, Melonen, Süßgras, Zitronenmelisse, Ananas, Moosbeeren (Vaccinium macrocarpon), Parmesan, gekochtem Hühnerfleisch, Schwarzen Johannisbeeren, Kakao und Sojabohnen vor.

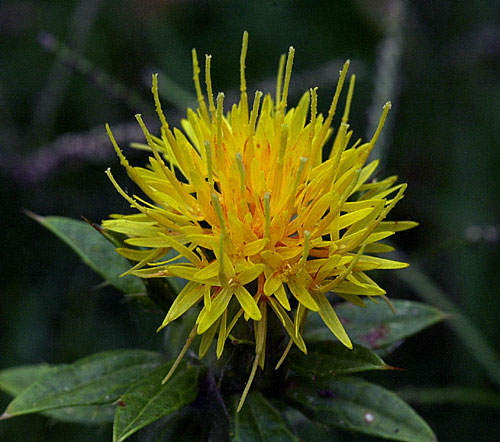
Färberdistel
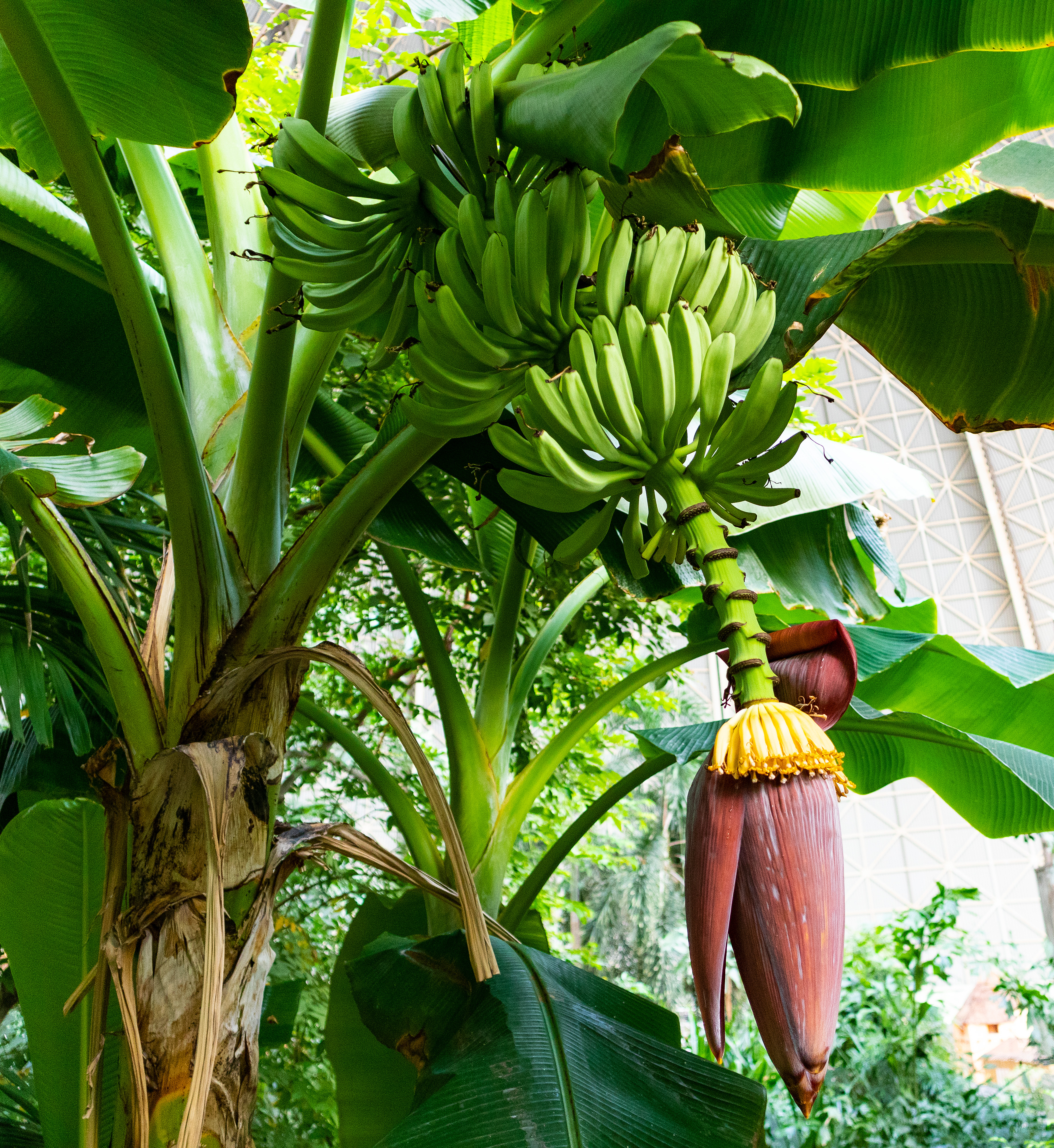
Bananen
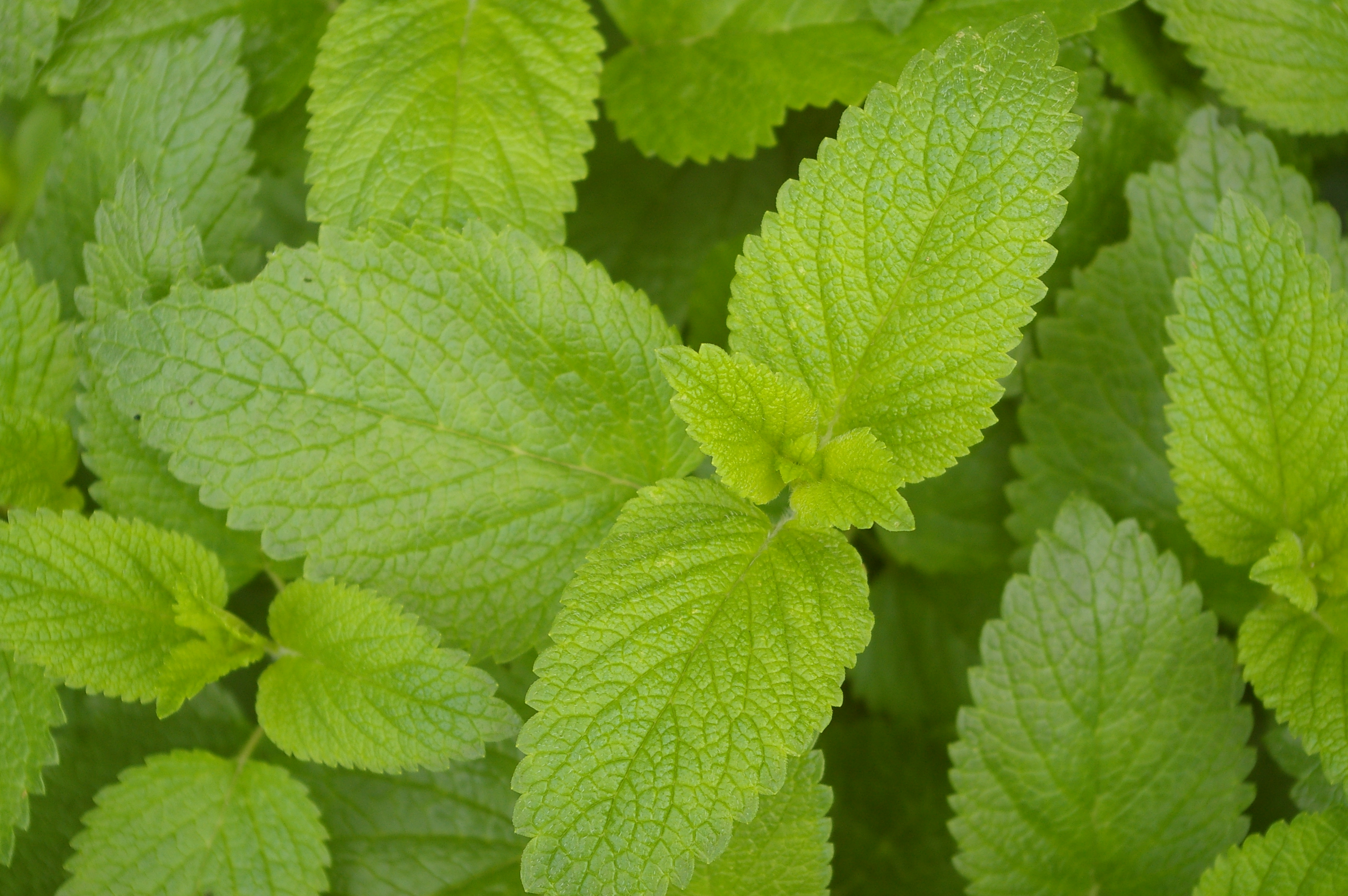
Zitronenmelisse
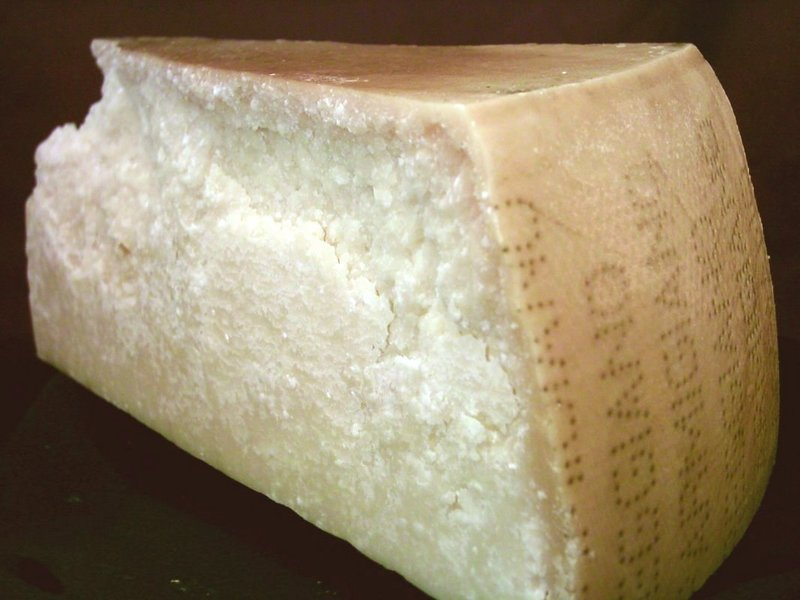
Parmesan

## Gewinnung und Darstellung
Racemisches 3-Hexanol kann durch Hydroborierung von 3-Hexen oder 3-Hexin gewonnen werden.

## Sicherheitshinweise
Die Verbindung bildet leicht entzündliche Dampf-Luft-Gemische. Sie hat einen Flammpunkt von 41 °C. Der Explosionsbereich liegt zwischen 1,1 Vol.‑% (45 g/m3) als untere Explosionsgrenze (UEG) und 7 Vol.‑% (298 g/m3) als obere Explosionsgrenze (OEG). Die Zündtemperatur beträgt 305 °C. Sie fällt somit in die Temperaturklasse T2.